# Solskyana
Solskyana là một chi bọ cánh cứng trong họ 
Elateridae.
Chi này được miêu tả khoa học năm 1978 bởi Dolin.

## Các loài
Các loài trong chi này gồm:
- Solskyana hirta (Dolin, 1978)
- Solskyana villiger (Solsky, 1881)